# Elizabeth Mataka

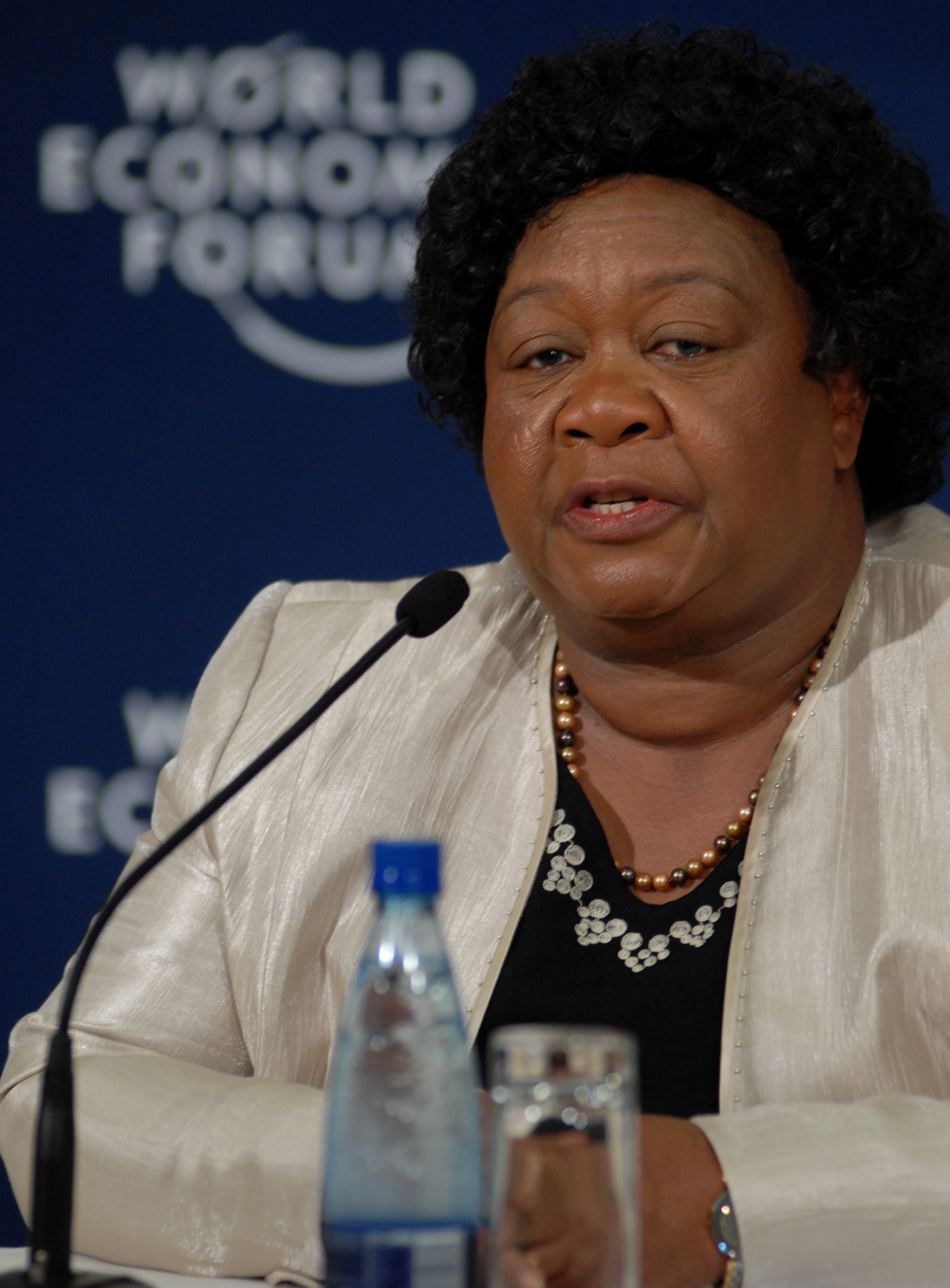
Elizabeth Mataka tham dự Diễn đàn kinh tế thế giới năm 2009 về châu Phi

Elizabeth Mataka là Đặc phái viên Liên Hợp Quốc về HIV/AIDS ở Châu Phi, được bổ nhiệm vào ngày 21 tháng 5 năm 2007 bởi Tổng thư ký Liên Hợp Quốc Ban Ki-moon, thay thế Stephen Lewis. Bà phục vụ ở vị trí này cho đến ngày 13 tháng 7 năm 2012. Mataka là người quốc tịch Botswana và là cư dân của Zambia. Bà từng là phó chủ tịch của Hội đồng toàn cầu chống AIDS, bệnh lao và sốt rét.